# Влатко
Влатко је мушко словенско име, уобичајено код Јужних Словена.
Познати људи са именом су:
- Влатко Ведрал (рођен 1971), физичар
- Влатко Вуковић Косача (умро 1392), босански средњовековни племић
- Влатко Дулић (1943–2015), хрватски казалишни, ТВ и филмски глумац, казалишни редитељ
- Влатко Илијевски (1985–2018), македонски поп рок певач и глумац
- Влатко Лозаноски (рођен 1985), македонски певач
- Влатко Мачек (1879–1964), политичар у Краљевини Југославији
- Влатко Марковић (1937–2013), фудбалер и менаџер, председник Хрватског ногометног савеза
- Влатко Паскачић, српски племић из 14. века
- Влатко Павлетић (1930–2007), хрватски политичар и академик
- Влатко Рајковић (рођен 1959), политичар у Србији
- Влатко Стефановски, етно-рок џез фјужн гитариста из Македоније
- Влатко Стојановски (рођен 1997), македонски професионални фудбалер
- Влатко Херцеговић Косача (1428–1489), други и последњи херцег Светог Саве
- Влатко Чанчар (рођен 1997), словеначки професионални кошаркаш